# 热讷夫里耶尔
热讷夫里耶尔（法語：Genevrières，法語發音：[ʒənvʁijɛʁ]）是法国上马恩省的一个市镇，属于朗格勒区。

## 地理
热讷夫里耶尔（47°43'16"N, 5°36'24"E）面积12.95 平方千米，位于法国大東部大區上马恩省，该省份为法国东北部内陆省份，北起马恩省和默兹省，西接奥布省，西南接科多尔省，东南接上索恩省，东临孚日省。
与热讷夫里耶尔接壤的市镇（或旧市镇、城区）包括：贝尔蒙、尚瑟夫赖讷、日莱、普安松莱费、普雷西尼、萨维尼、托尔奈。

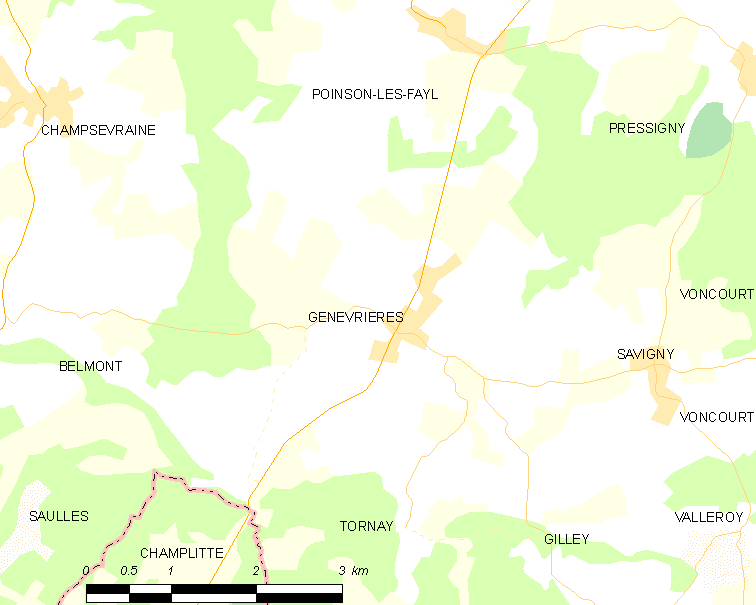
热讷夫里耶尔的OSM定位图

热讷夫里耶尔的时区为UTC+01:00、UTC+02:00（夏令时）。

## 行政
热讷夫里耶尔的邮政编码为52500，INSEE市镇编码为52213。

## 政治
热讷夫里耶尔所属的省级选区为沙兰德雷县。

## 人口

1962-2008年间热讷夫里耶尔人口变化图示

热讷夫里耶尔于2022年1月1日时的人口数量为124人。